# Milena Nikolić
Pour les articles homonymes, voir Nikolić.
Milena Nikolić, née le 6 juillet 1992, est une footballeuse internationale bosnienne.

## Biographie
Milena Nikolić fait partie de l'équipe de Bosnie-Herzégovine, participant notamment aux éliminatoires du Championnat d'Europe de football féminin 2017 et aux éliminatoires de la Coupe du monde féminine de football 2019.
Avec le ŽFK Spartak Subotica, elle termine meilleure buteuse de la Ligue des champions féminine de l'UEFA 2013-2014, avec onze buts marqués.

## Palmarès

### En club
ŽFK Mašinac PZP Niš
- Champion de Serbie : 
  - Champion : 2010

- Coupe de Serbie : 
  - Vainqueur : 2010 et 2011

 ŽFK Spartak Subotica
- Champion de Serbie : 
  - Champion : 2014 et 2015

- Coupe de Serbie : 
  - Vainqueur : 2014 et 2015

 SC Sand
- Coupe d'Allemagne : 
  - Finaliste : 2017

### Distinctions personnelles
- Meilleure buteuse de la Ligue des champions féminine de l'UEFA 2013-2014